# Panaphelix
Panaphelix là một chi bướm đêm thuộc phân họ Tortricinae trong họ Tortricidae.

## Các loài
- Panaphelix asteliana Swezey, 1932
- Panaphelix marmorata Walsingham, 1907